# Армия Бога (Мьянма)
Армия Бога (бирм. ဘုရားသခင်တပ်မတော်) — правохристианская повстанческая группировка в Мьянме, образованная в 1982 году братьями-близнецами Джонни и Лютером Хту.
Базировалась в горах Мьянмы, на границе с Таиландом. Печально прославились терактами против посольства Мьянмы в Бангкоке (1999) и больницы в тайском городе Ратбури (2000). Численность приблизительно 200 человек. Состоит в основном из подростков в возрасте от 12 до 20 лет христианской народности карен.
В январе 2001 года близнецы сдались властям Таиланда, попросив политического убежища. Через пять лет Джонни Хту и ещё 8 членов «Армии Бога» сдались правительству Мьянмы.

## Активность
"Армия Бога" располагалась в горных тропических лесах вдоль границы между Бирмой и Таиландом.Это была группа христианских партизан, которые вели  аскетичный образ жизни,включавший в себя отказ от половых отношений и некоротых видов пищи.В 1998 году в группе насчитывалось около 500 бойцов, но к началу 2000 года она постепенно сократилась до 100-200 человек. 
В октябре 1999 года группа, называющая себя Энергичными бирманскими студенческими воинами вместе с Армией Бога, захватила посольство Бирмы в Бангкоке, и ситуация закончилась их отъездом, после чего они были приняты Армией Бога.
В январе 2000 года 10 членов Армии Бога захватили больницу в Ратчабури, Таиланд.
Группа удерживала около 500 пациентов и сотрудников в заложниках в течение 22 часов. Они потребовали от правительства Таиланда прекратить обстрелы позиций каренов в Бирме и оказать помощь их раненым. Они установили в больнице "мины"-ловушки и угрожали взорвать больницу.Силы безопасности Таиланда ворвались в больницу, убив всех 10 боевиков.
Цель террористической группировки был запрет абортов.

## Капитуляция
В январе 2001 года близнецы Хту и менее 20 оставшихся членов Армии Бога сдались тайским солдатам и попросили убежища.Они отказались от цели каренов - создания автономной родины в обмен на разрешение остаться в Таиланде.
В июле 2006 года Джонни Хту сдался военному правительству Бирмы вместе с восемью другими членами Армии Бога двумя группами.